# Fanny Assenbaum
Fanny Assenbaum (geboren 1845 oder 1846 oder 1848 Tischin bei Krummau oder Liebitz in Böhmen; gestorben 1917 in Wien) war eine böhmische Landschaftsmalerin. Sie lebte in Prag, London, München und Baden bei Wien.

## Leben
Assenbaum erlernte zunächst den Beruf der Erzieherin und begab sich nach London, wo sie in einem adeligen Haus arbeitete. Sie erregte in London 1865 Aufsehen, als sie, während ihres zweijährigen Aufenthalts als Erzieherin, am King’s College Prüfungen in englischer Sprache, Literatur und Geschichte ablegte. Sie war Mitglied der englischen Society of Lady Artists. Nach dem Tod der Mutter kehrte sie zu ihrem Vater zurück, der in München lebte. Sie wurde eine Schülerin der Landschaftsmaler Max Haushofer in Prag und Ludwig Willroider in München. Sie malte überwiegend deutsche Waldlandschaften mit Staffage und zeigte unter anderem 1879 auf der Prager Kunstausstellung eine Waldlandschaft am Starnberger See, 1888 auf der Internationalen Jubiläums-Kunstausstellung im Künstlerhaus Wien eine Eichenlandschaft sowie 1900 und 1901 im Münchner Glaspalast die Landschaften Herbst, Partie bei Schleißheim und Vorfrühling.

## Werke (Auswahl)
- 1876: Waldpartie
- 1879: Herbstlandschaft
- 1888: Eicbenlandschaft
- 1888: Waldausgang auf der Insel Rügen
- 1888: Im Walde